# Footlights and Shadows (film fra 1920)
Footlights and Shadows er en amerikansk stumfilm fra 1920 af John W. Noble.

## Medvirkende
- Olive Thomas som Gloria Dawn
- Alex Onslow som Jerry O'Farrell
- Ivo Dawson som Peter Shaw
- Mr. Farrell
- May Hicks
- E. Van Beusen som Johnson / Frank Reynolds
- A.H. Busby
- Robert Lee Keeling